# 雅科夫·西奈
雅科夫·格里戈里耶维奇·西奈（俄语：Я́ков Григо́рьевич Сина́й，1935年9月1日—），出生于莫斯科，俄罗斯数学家。他是俄罗斯科学院院士、普林斯顿大学教授。西奈以对有序与无序之间联系的研究而知名，并以概率论、测度论研究动力系统，在遍历性理论和统计力学方面也取得了突破。曾获沃尔夫数学奖、狄拉克奖章、阿贝尔奖等多项荣誉。